# Jo e il gazebo
Jo e il gazebo  (Jo) è un film del 1971 diretto da Jean Girault.
I protagonisti della pellicola sono Louis de Funès e Bernard Blier.

## Trama
Antoine Brisebard, autore drammatico di successo, è alle prese con difficoltà finanziarie e si prepara a vendere la sua villa di campagna a una coppia inglese. In realtà Brisebard è vittima di un ricattatore - noto solo come Jo - che lo minaccia di rivelare che sua moglie Sylvie, famosa attrice, è figlia di un noto assassino e malfattore. Jo visita spesso Antoine estorcendogli molto denaro. Allora quest'ultimo decide di sbarazzarsi di Jo e col pretesto di scrivere una storia poliziesca cerca di raccogliere informazioni sul delitto perfetto. Consulta quindi anche il suo avvocato, Colas, per aver idee su un modo efficace di sbarazzarsi del cadavere. Infine, parlando con il muratore Tonelotti, gli viene l'idea di nascondere il corpo di Jo sotto il gazebo che la moglie gli sta facendo costruire per il suo compleanno: le fondamenta sarebbero il posto ideale per seppellire il corpo di Jo.
Purtroppo, quando Jo viene a prendere il denaro, il piano ideato da Brisebard per eliminarlo non va come previsto: incapace di premere il grilletto della sua pistola, la fa cadere e parte un colpo accidentale che comunque uccide Jo. Proprio in quel momento, Antoine è visitato dalla signora Cramusel, un'agente immobiliare,con la coppia Grunder interessata ad acquistare la villa dei Brisebard. Le cose si complicano, e Antoine ha incredibili difficoltà a celare il cadavere ai visitatori. Tuttavia, riesce a seppellire il corpo nella buca scavata sotto il gazebo per le basi dello stand. Due giorni dopo, gettate le fondamenta e mentre festeggiano l'inaugurazione del gazebo nel giardino, arriva l'ispettore Ducros - venuto a conoscenza degli intrallazzi di Jo e Antoine - e gli annuncia che Jo è stato trovato assassinato nella sua casa, molto prima che venisse a trovare Antoine. Questi si chiede allora di chi sia il cadavere sottoterra (si scoprirà poi che l'uomo ammazzato da Antoine era un criminale chiamato Riri, complice di Jo). Dopo un forte temporale, le fondamenta del gazebo si smottano e il cadavere torna fuori, al che Antoine si vede costretto a nascondere il corpo altrove, con innumerevoli e caotiche conseguenze, dato che Riri si rifiuta di rimanere occultato mentre i Brisebard continuano a ricevere ospiti inattesi, inclusi i complici del morto.

## Critica
Distribuito dalla Metro-Goldwyn-Mayer, il film è basato sulla pièce poliziesca di Alec Coppel, da cui Hollywood nel 1959 ha tratto The Gazebo con Glenn Ford e Debbie Reynolds. La commedia è impostata come "teatro filmato" simile a Io, due figlie, tre valigie e Louis de Funès e il nonno surgelato. La storia ruota intorno a un cadavere: è de Funès a commettere per sbaglio l'omicidio (una delle poche volte in cui uccide qualcuno nei suoi film) e il corpo, secondo la migliore tradizione dell'umorismo noir, scompare e riappare creando scompiglio e situazioni inaspettate.
Come per Le grandi vacanze la regia è affidata a Jean Girault e il cast funziona molto bene. A fare da contraltare all'inarrestabile de Funès,  nella parte del celebre scrittore Antoine Brisebard, è Bernard Blier nelle vesti di un monolitico ispettore di polizia. "Per l'occasione il maestro Raymond Lefèvre compone un perfetto tema di suspense su una base jazz. L'impianto teatrale non appesantisce la pellicola, che al contrario scorre via veloce e leggera. Ancora una volta de Funès dimostra la sua duplice valenza di attore, capace non solo di alternare palcoscenico e grande schermo, ma all'occorrenza di unirli."

## Distribuzione
Il film è uscito in DVD per la prima volta nel novembre 2011.

## Curiosità
- Questo è il secondo adattamento cinematografico della commedia teatrale The Gazebo (1958), dopo Gazebo di George Marshall nel 1959.
- Nella versione francese il personaggio di de Funès è chiamato Antoine mentre nella versione italiana è chiamato Antonio.